# Den sorte Pierette
Den sorte Pierette er en stum dansk dramafilm fra 1913 produceret af Filmfabrikken Danmark. Filmens instruktør er ukendt.
Filmen havde dansk premiere den 25. august 1913 i Victoria-Teatret og blev vist i flere lande i udlandet. 

## Handling
Primadonnaen Lili Osmund mister sin rolle til den unge debutant Ethel Darling, som straks får stor succes på scenen. Lili bliver jaloux og planlægger hævn. Forklædt i sort trikot og maske forsøger hun at skræmme Ethel, men en privatdetektiv får mistanke og følger hende. Lili forsøger senere at myrde Ethel under en optræden, men bliver afsløret af detektiven, som har filmet hendes handlinger. Efter en dramatisk flugt og konfrontation bliver Lili afsløret og ført bort, mens Paul Faber, den mand begge kvinder er forelskede i, ender med Ethel Darling.

## Medvirkende
- Emilie Sannom - Lili Osmund, skuespillerinde
- Karen Sandberg - Ethel Darling, debutantinde
- Emanuel Gregers - Paul Faber, førsteelsker
- Aage Hansen - Henry Elster, skuespiller
- Charles Løwaas - Teaterdirektør
- Hugo Bruun - Detektiv
- Viggo Larsen - Scenemedarbejder